# Ménades

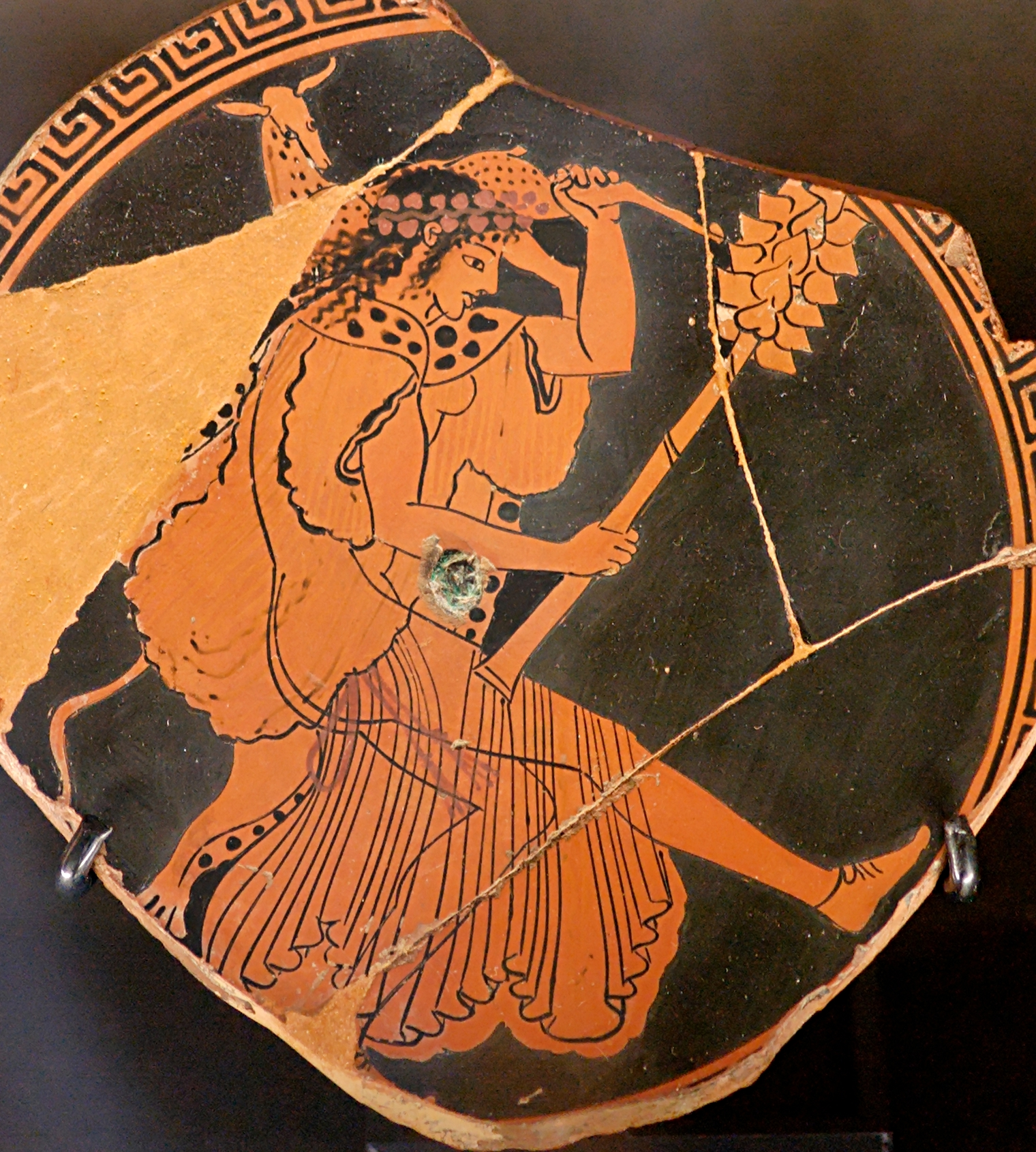
Ménade (fragmento de cerâmica, ca. 480 a.C.)

Na mitologia grega, as Ménades (do grego  Μαινάδες, transl. mainádes: 'agitado por transportes furiosos"), também conhecidas como Bacantes (Βάκχαι), Tíades (Θυίαδες) ou Bassárides (Βασσαρίδες), eram ninfas seguidoras e adoradoras do culto de Dioniso (ou Baco, na mitologia romana). Eram conhecidas como selvagens e endoidecidas, de quem não se conseguia um raciocínio claro.
Durante o culto, dançavam de uma maneira muito livre e lasciva, em total concordância com as forças mais primitivas da natureza. Os mistérios que envolviam o deus provocavam nelas um estado de êxtase absoluto, entregando-se à desmedida violência, derramamento de sangue, sexo, embriaguez e autoflagelação.
Normalmente, eram representadas com cabelos desgrenhados entrelaçados de serpentes e vestidas com uma pele de veado, de raposa ou de pantera e tigre, com uma grinalda de hera e empunhando um tirso (bastão envolto em ramos de videira).

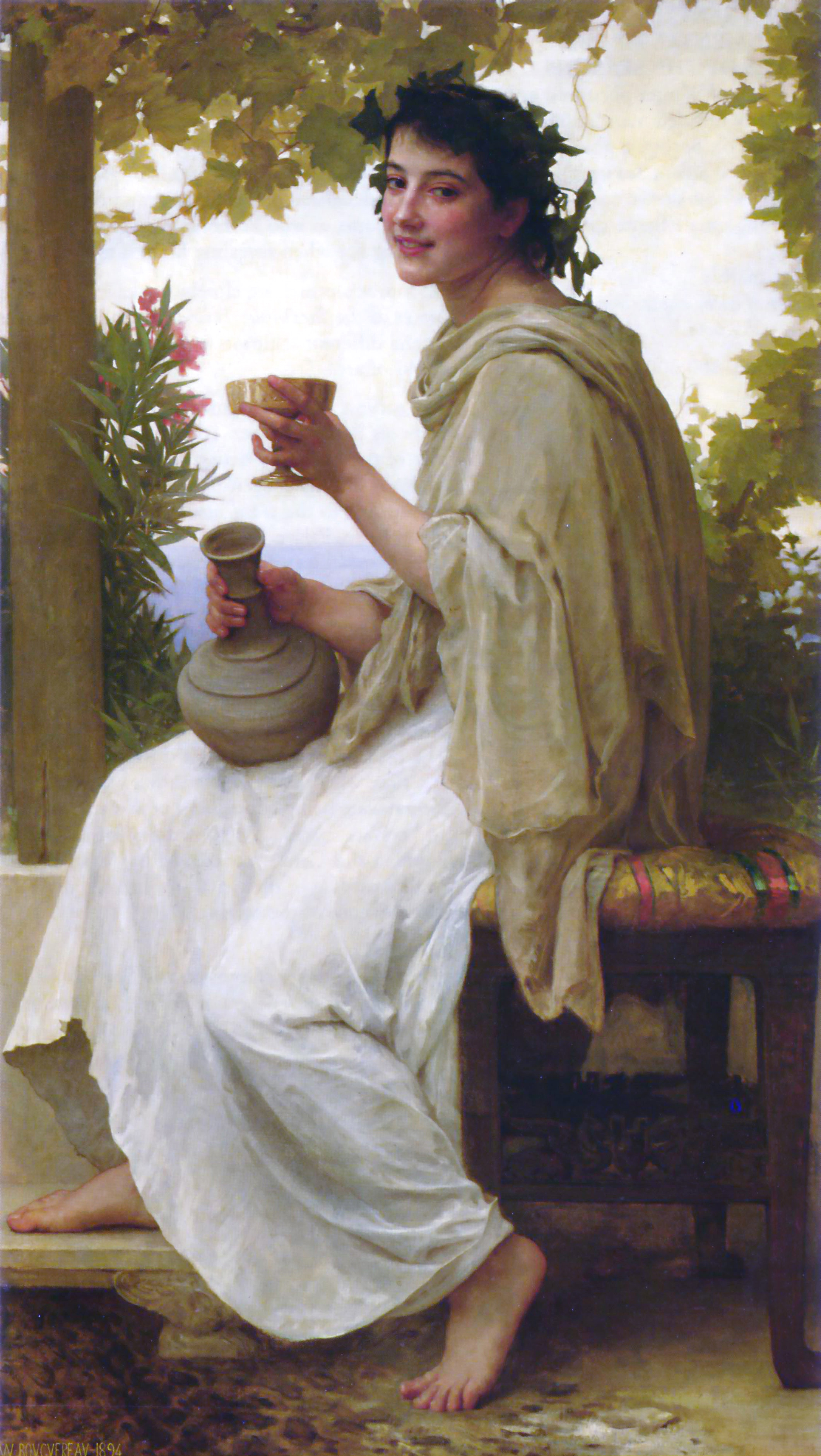
Bacchante, por
William-Adolphe Bouguereau, 1894

## Ménades
No poema intitulado Dionisíaca de Nono de Panópolis (século IV) são citadas dezoito ménades:
- 1 - Egle (Αἴγλη) - o esplendor
- 2 - Calícore (Καλλιχόρη) - a formosa dança
- 3 - Eupétale (Εὐπετάλη) - as belas pétalas
- 4 - Ione (Ιὤνη) - a harpa
- 5 - Cálice (Καλύκη) - a taça
- 6 - Bruisa (Βρύουσα) - a florescente
- 7 - Silene (Σειλήνη) - a lunar
- 8 - Rode (Ῥόδη) - a rosada
- 9 - Oquínoe (Ὠκυνόη) - a mente veloz
- 10 - Ereuto (Ἐρευθώ) - a corada
- 11 - Acrete (Ἀκρήτη) - o vinho sem mistura
- 12 - Mete (Μέθη) - a embriaguez
- 13 - Enante (Ὀινάνθη) - a foice
- 14 - Arpe (Ἅρπη) - a flor do vinho
- 15 - Licaste (Λυκάστη) - a espinhosa
- 16 - Estesícore (Στησιχόρη) - a bailarina
- 17 - Prótoe (Προθόη) - a corredora
- 18 - Trígie (Τρυγίη) - a vindimadora

## Iconografia
É importante salientar que as ménades foram representadas em muitas pinturas e diversos movimentos artísticos, exempli gratia: Neoclassicismo; Impressionismo; Pré-Rafaelitas; Romantismo; dentre outros. Sendo algumas delas produzidas por artistas como Bouguereau, Sorolla y Bastida, Bryullov e Collier, et cetera, as mais notórias são:

Pinturas das Bacantes
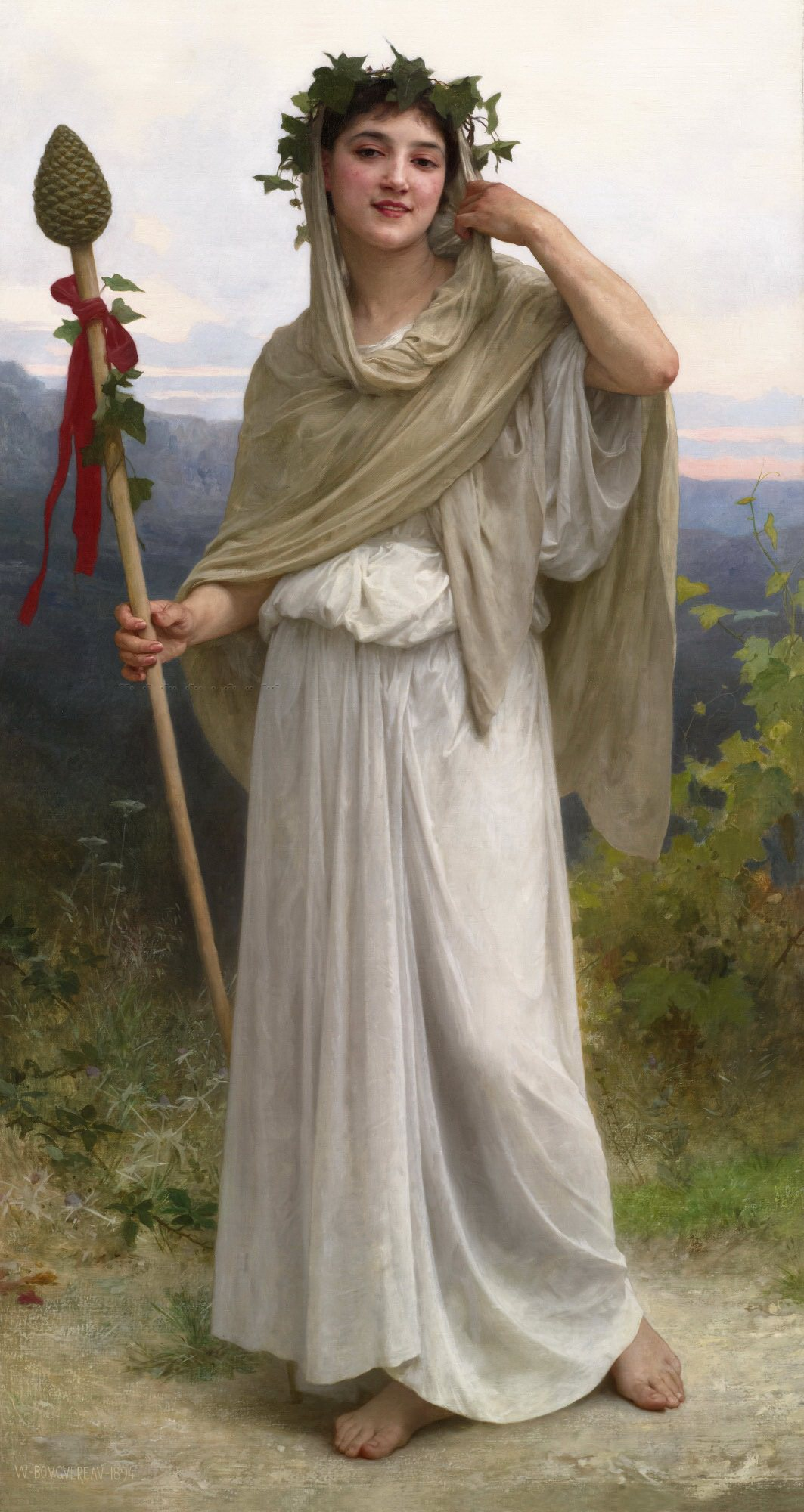
Bacante com seu tirso, Bouguereau, 1894
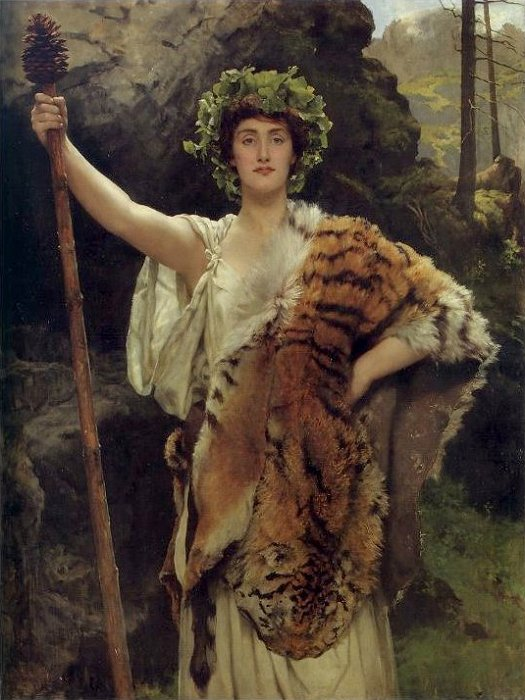
Priestess of Bacchus, John Collier, 1885
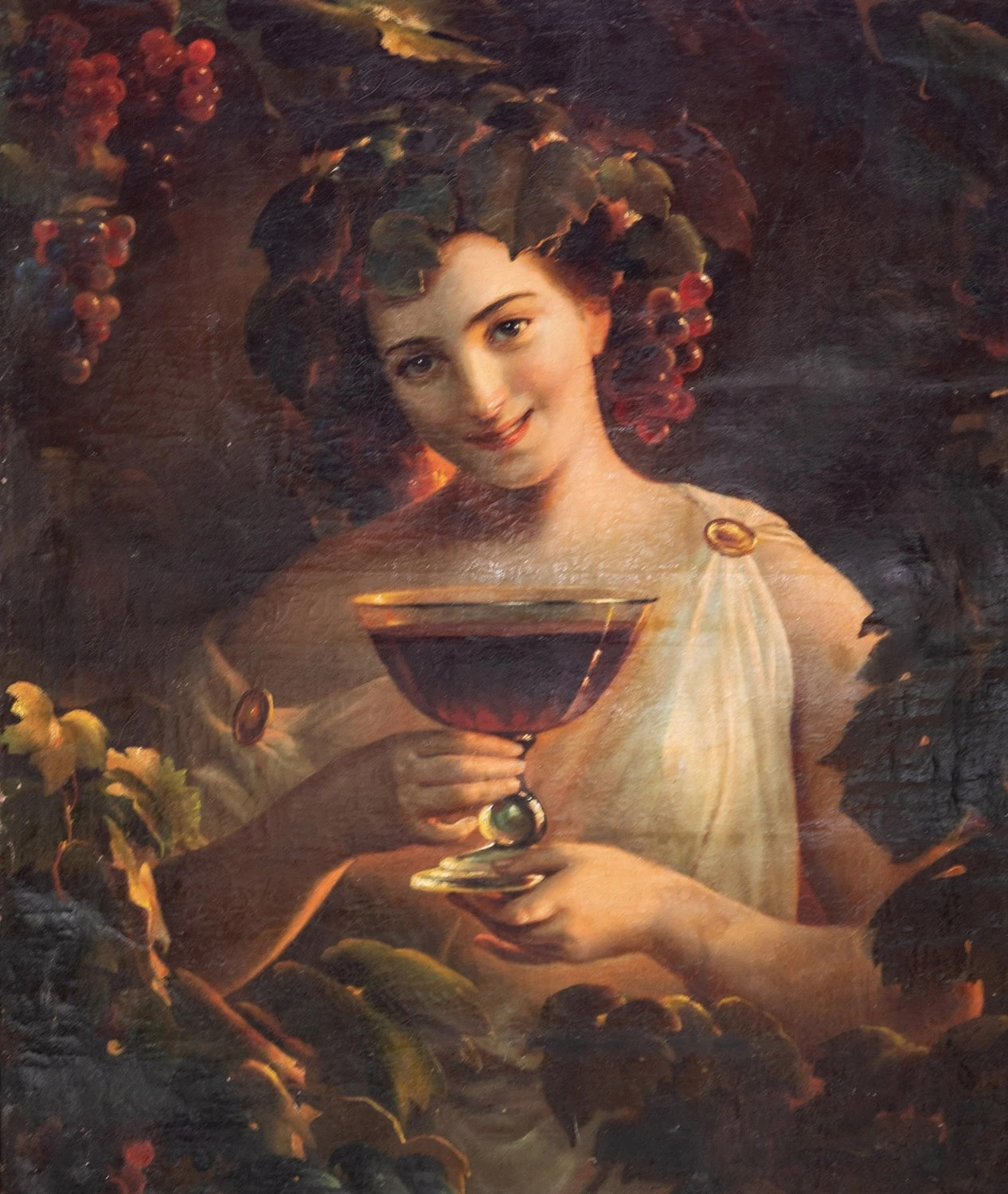
Bacante entre vinhas, Bryullov, séc. XIX
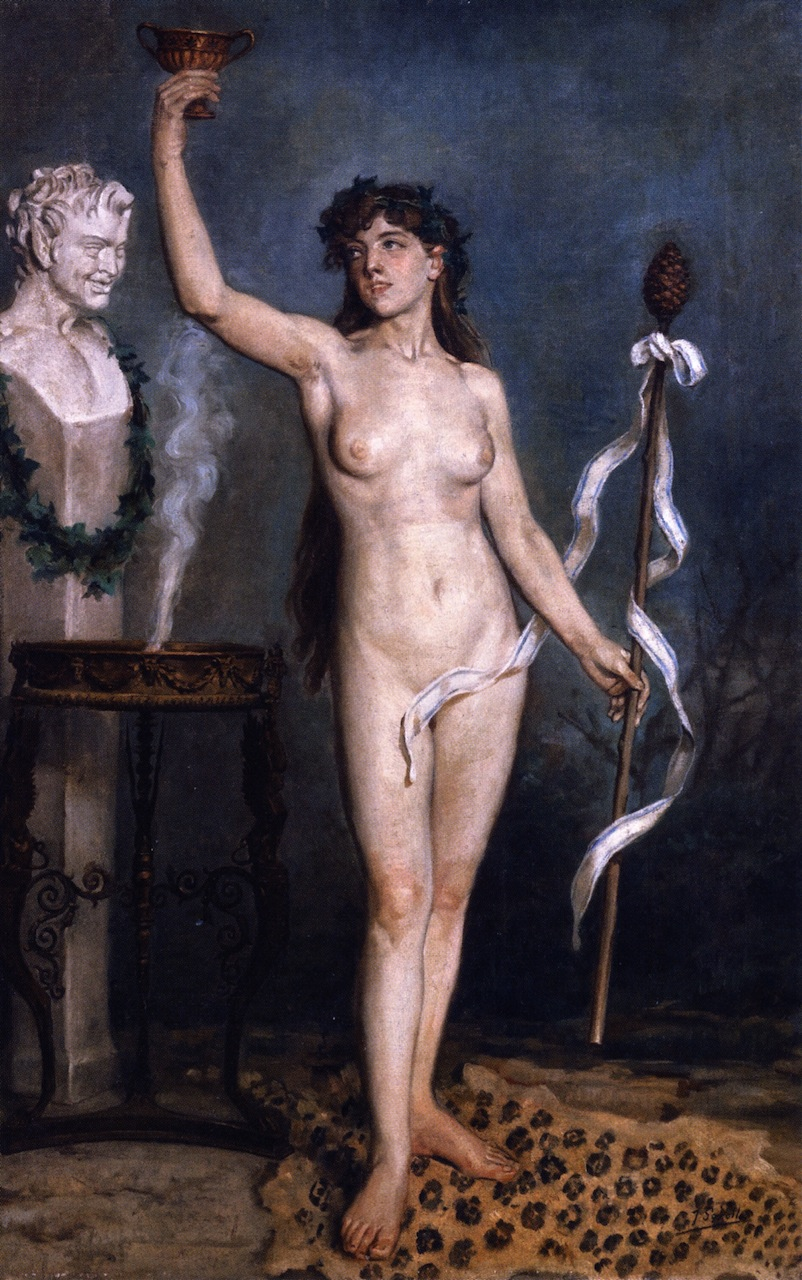
Bacchante, Joaquín Sorolla y Bastida, final do séc. XIX